# Präfekturoberschule Aomori-Goshogawara
Die Präfekturoberschule Aomori-Goshogawara (japanisch 青森県立五所川原高等学校 Aomori Kenritsu Goshogawara Kōtōgakkō, englisch Aomori Prefectural Goshogawara High School) ist eine von der Präfektur Aomori betriebene koedukative Oberschule in Goshogawara. Im April 2019 hatte die Schule 270 männliche und 316 weibliche Schüler.

## Geschichte
Die Schule wurde 1909 von der Präfektur Aomori gegründet.

## Lehrangebot
Die Schule verfügt über einen gewöhnlichen Zweig und einen naturwissenschaftlich-mathematischen Zweig. In der Schule stehen neben weiterer Ausstattung Turnhalle, Mensa, Computerraum, Umkleideraum, Ferienunterkunftsindustrie, Tennisplatz und Kyūdōjō zur Verfügung. Es findet kein Samstagsunterricht statt.

## Veranstaltungen
Jeden April findet eine Orientierungseinheit für die Schüler der ersten Klasse, jeden Juni ein Schulausflug, jeden Juli ein Tag der offenen Tür und jeden November eine Exkursion für die Schüler der zweiten Klasse statt. Weitere Veranstaltungen gibt es jeden Juni, jeden Juli, jeden August, jeden September, jeden Oktober, jeden November, jeden Dezember und jeden März.